# University of the West of England
Die University of the West of England (UWE, deutsch: Universität von Westengland) ging 1992 aus der ehemaligen technischen Hochschule der Bristol Polytechnic in Bristol hervor. Die im Norden von Bristol gelegene Universität (7 km vom Zentrum entfernt) gehört zu den beliebtesten Universitäten in Großbritannien. 9 Fakultäten sind auf insgesamt vier Standorte verteilt und bieten mehr als 600 Studiengänge für Undergraduate, Postgraduate und Professionals an. Die Kurzname der Universität ist Bristol UWE.

## Fakultäten

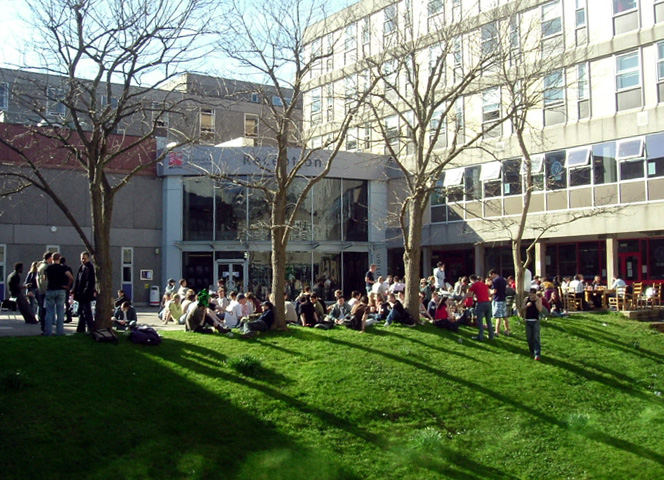
Studenten der Universität von Westengland vor der Students’ Union Bar

- Faculty of Applied Sciences (Frenchay Campus)
  - School of Biomedical Sciences
  - School of Biosciences
  - School of Environmental & Interdisciplinary Sciences
  - School of Human & Analytical Sciences
  - School of Psychology
- Bristol School of Art, Media and Design (Bower Ashton Campus)
  - School of Communication Design and Media
  - School of Design and Applied Arts
  - School of Fine Arts
  - School of Foundation Studies
- Bristol Business School (Frenchay Campus)
  - School of Accounting and Finance
  - School of Human Resource Management
  - School of Marketing
  - School of Organisation Studies
  - School of Operations and Information Management
  - School of Strategy and International Business
  - School of Economics
- Faculty of the Built Environment (Frenchay Campus)
  - School of Civil Engineering
  - School of Construction Economics, Management and Engineering
  - School of Geography and Environmental Management
  - School of Housing and Urban Studies
  - School of Land and Property Management
  - School of Planning and Architecture
- Faculty of Computing, Engineering and Mathematical Sciences (Frenchay Campus)
  - School of Computer Science
  - School of Information Systems
  - School of Mechanical, Manufacturing and Aerospace Engineering
  - School of Computing and Electrical Engineering
  - School of Mathematical Sciences
- Faculty of Education (Frenchay Campus)

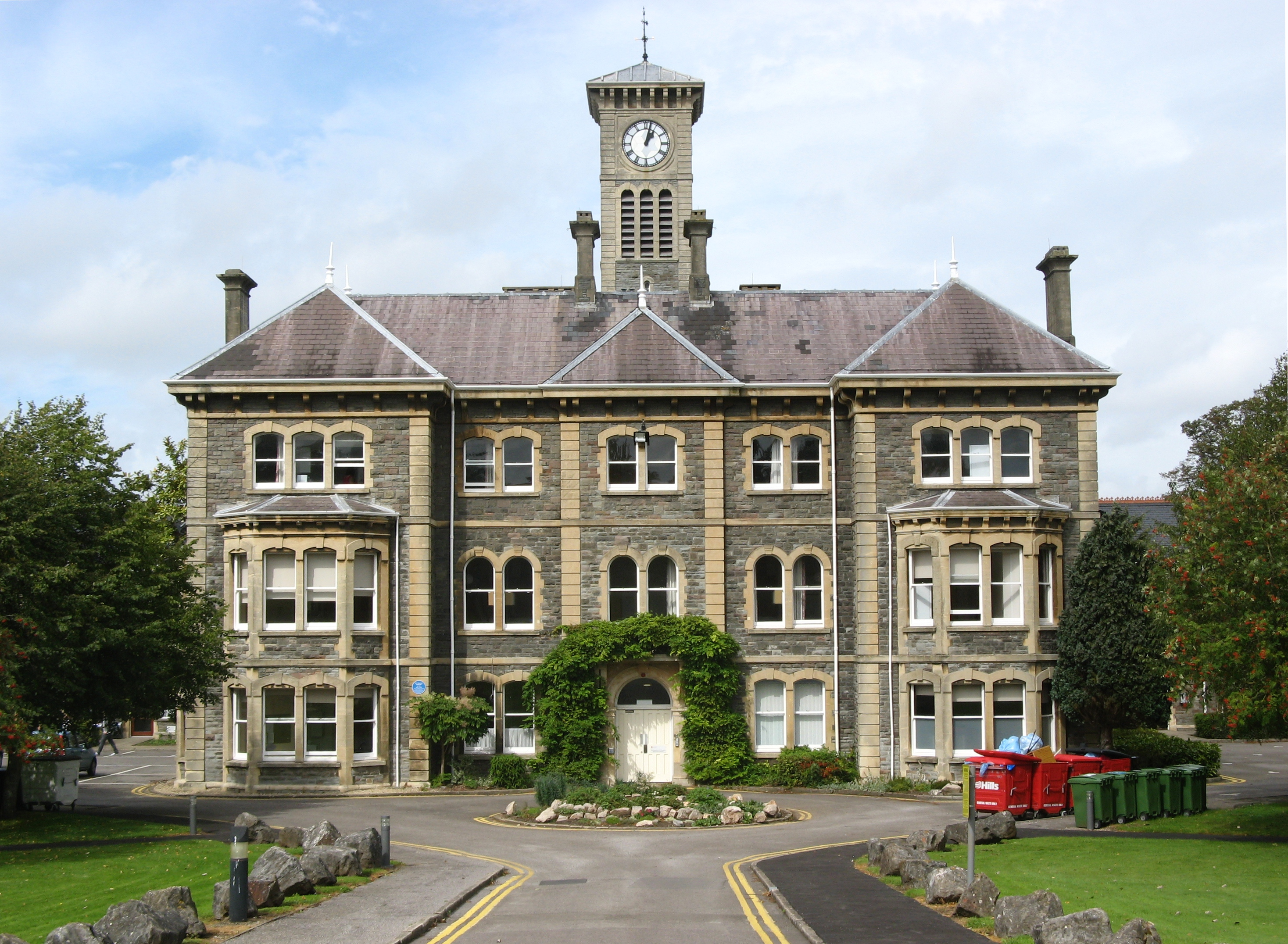
Ehemaliges Glenside-Krankenhaus, nun Teil des medizinischen Instituts

- Faculty of Health & Social Care (Glenside Campus)
  - School of Adult Nursing
  - School of Allied Health Professions
  - School of Health, Community and Policy Studies
  - School of Maternal and Child Health
  - School of Mental Health and Learning Disabilities
- Faculty of Humanities, Languages and Social Sciences (St Matthias Campus and Frenchay Campus)
  - School of Media and Cultural Studies
  - School of English and Drama
  - School of History
  - School of Languages, Linguistics and Area Studies
  - School of Politics
  - School of Sociology
- Faculty of Law (Frenchay Campus)

## Zahlen zu den Studierenden und den Mitarbeitern

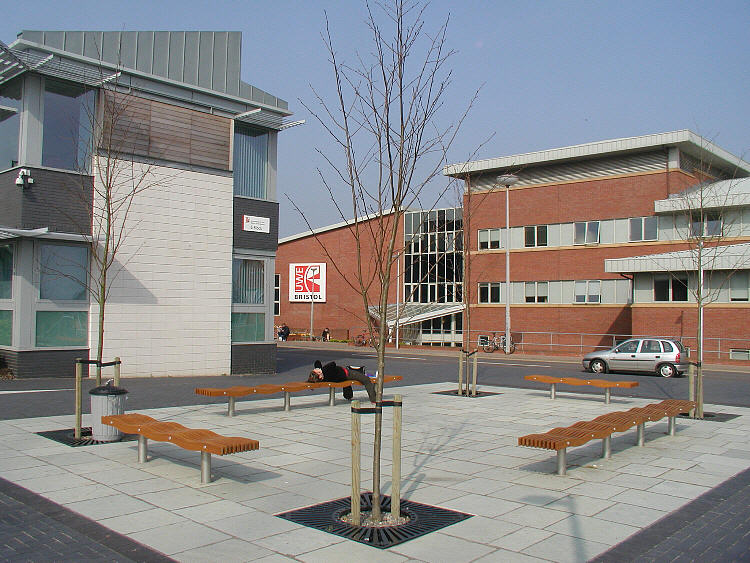
Teilansicht des Frenchay Campus der UWE

Von den 37.170 Studenten des Studienjahrens 2021/2022 waren 20.105 weiblich (54,1 %) und 17.035 männlich (45,8 %). 26.360 Studierende kamen aus England, 70 aus Schottland, 2.685 aus Wales, 95 aus Nordirland, 970 aus der EU und 6.925 aus dem Nicht-EU-Ausland. Damit kamen 7.895 Studenten (21,2 %) aus dem Ausland. 25.415 der Studierenden (68,4 %) strebten ihren ersten Studienabschluss an, sie waren also undergraduates. 11.760 (31,6 %) arbeiteten auf einen weiteren Abschluss hin, sie waren postgraduates. Davon arbeiteten 475 in der Forschung.
| Studienjahr | weibliche Studenten | männliche Studenten | Studenten insgesamt | wissen. Mitarbeiter | Mitarbeiter |
| ----------- | ------------------- | ------------------- | ------------------- | ------------------- | ----------- |
| 2014/2015   | 14.805              | 11.860              | 26.670              | 1.580               | 3.475       |
| 2015/2016   | 15.490              | 12.225              | 27.715              | 1.610               | 3.530       |
| 2016/2017   | 15.565              | 12.315              | 27.880              | 1.645               | 3.640       |
| 2017/2018   | 16.145              | 12.640              | 28.790              | 1.780               | 3.840       |
| 2018/2019   | 16.440              | 13.115              | 29.555              | 1.895               | 3.990       |
| 2019/2020   | 16.765              | 13.915              | 30.680              | 1.975               | 4.070       |
| 2020/2021   | 18.810              | 15.580              | 34.410              | 2.050               | 4.130       |
| 2021/2022   | 20.105              | 17.035              | 37.170              | 2.260               | 4.355       |

2019/2020 kamen 23.305 Studierende aus England, 2.455 aus Wales und 1.130 aus der EU.

## Sonstiges
Die Juristin Elizabeth Butler-Sloss, Baroness Butler-Sloss war von 1993 bis 2011 Kanzlerin der Bristol UWE.
Das American-Football-Team UWE Bullets gewann von 2022 bis 2024 in Folge die British National College Championship. Der Vierer im Leichtgewichtrudern des UWE Boat Club gewann 2010 die nationale Meisterschaft.